# Cap-Tourmentin
Cet article concerne la localité canadienne. Pour le cap voisin, voir Cap Tourmentin. Pour la voile, voir Tourmentin.

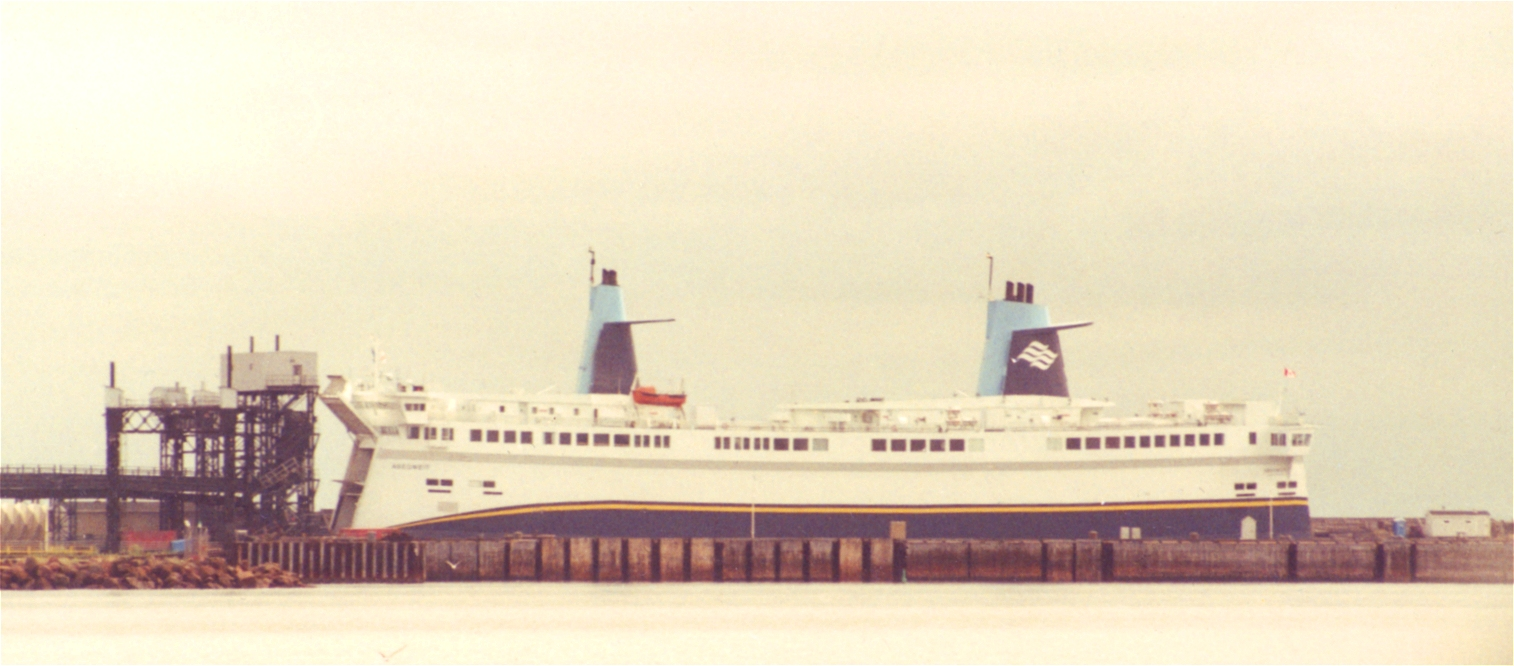
Le traversier en 1996.

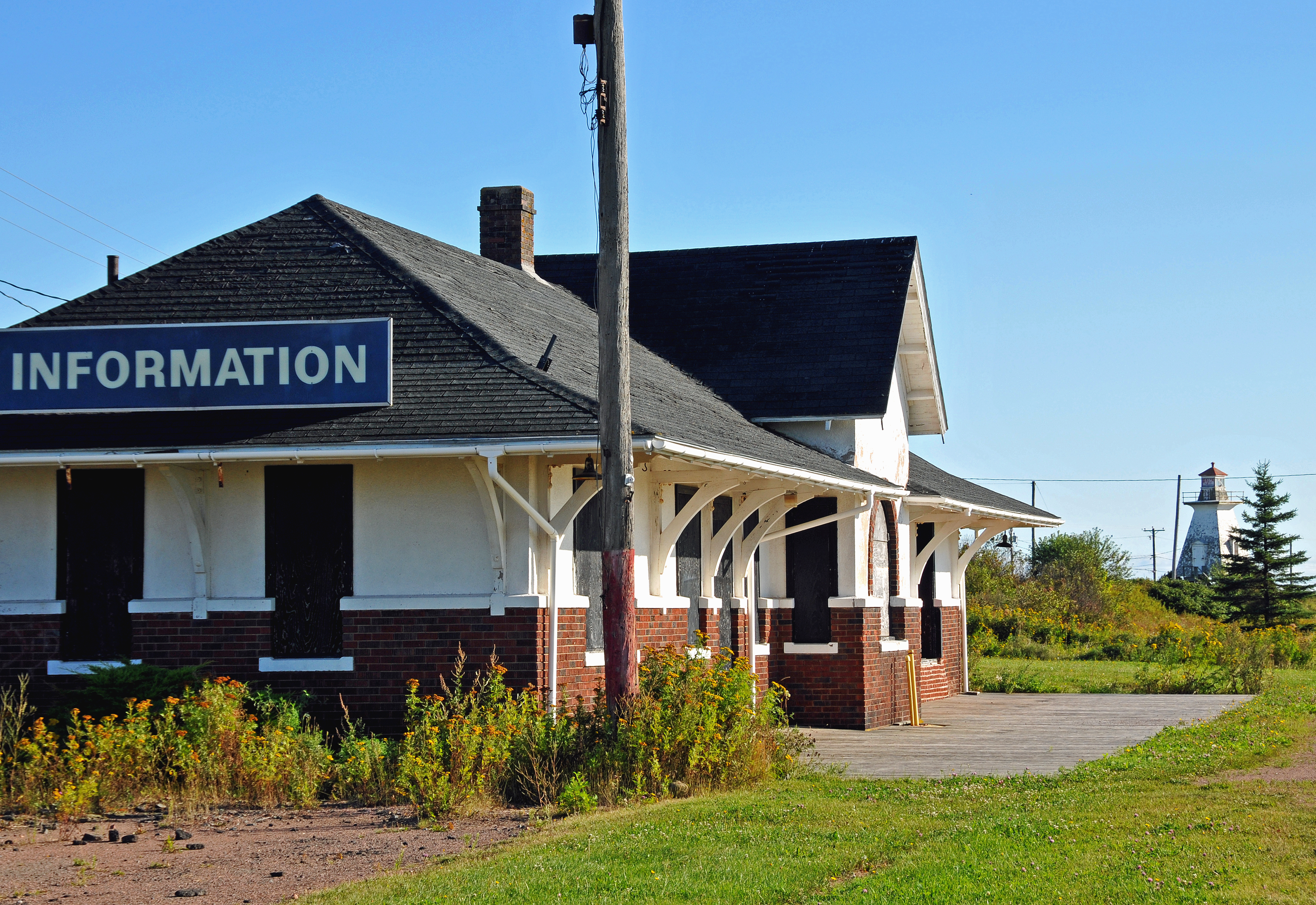
L'ancienne gare.

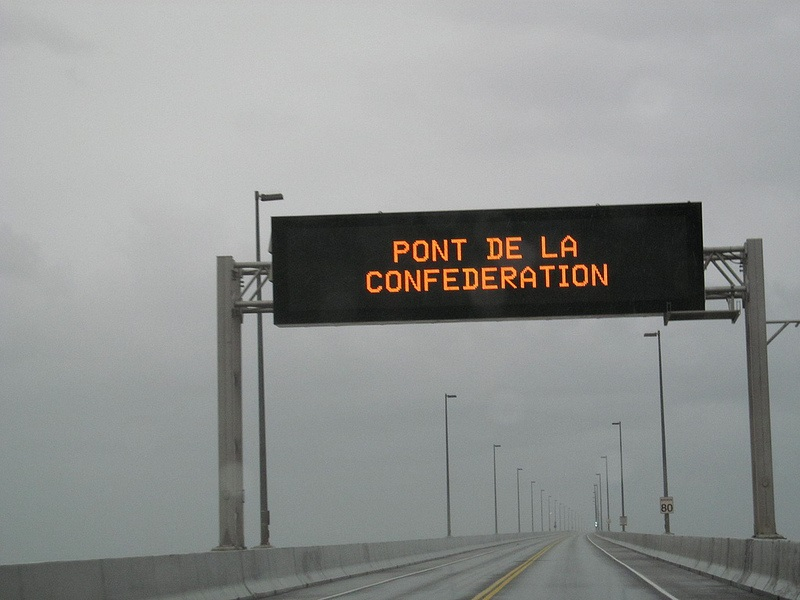
Panneau routier lumineux sur le pont de la Confédération.

Cap-Tourmentin, aussi appelé Cap Tormentine ou Cape Tormentine, est un village du comté de Westmorland, au sud-est de la province canadienne du Nouveau-Brunswick. Elle est en fait la communauté située la plus à l'est de la province. Le village a le statut de DSL sous le nom légal de Cap Tormentin. Dans le cadre de la réforme de la gouvernance locale du 1er janvier 2023, le DSL a été annexé à la nouvelle communauté rurale de Strait Shores.
Cap-Tourmentin possède un important port qui était utilisé jusqu'en 1997 pour le transport de passagers et de marchandises jusqu'à l'Île du Prince-Édouard. Après l'ouverture du pont de la Confédération, l'économie du village a souffert.

## Géographie

### Géologie
Le sous-sol de Cap-Tourmentin est composé principalement de roches sédimentaires du groupe de Pictou datant du Pennsylvanien (entre 300 et 311 millions d'années).

## Histoire
Cap-Tourmentin est situé dans le territoire historique des Micmacs, plus précisément dans le district de Pigtogeoag ag Epegoitnag, aussi appelé Pictou, qui comprend une bonne partie du littoral du détroit de Northumberland, y compris l'Île-du-Prince-Édouard. Ce district, tout comme celui d'Esgigeoag, était sous l'autorité d'Onamag, autrement dit de l'île du Cap-Breton, et n'avait même parfois aucun chef.
Le chemin de fer de l'embranchement du Cap-Tourmentin, renommé chemin de fer du Nouveau-Brunswick et de l'Île-du-Prince-Édouard, est construit en 1883 de Sackville à Baie-Verte, puis allongé jusqu'à Cap-Tourmentin en décembre 1886, le tout afin de transporter les passagers et les marchandises en provenance ou à destination de l'Île-du-Prince-Édouard.
Le chemin de fer du Nouveau-Brunswick et de l'Île-du-Prince-Édouard est abandonné en 1989.

## Démographie
(juillet 2016).
D'après le recensement de Statistique Canada, il y avait 97 habitants en 2021, comparativement à 143 en 2006, soit une baisse de 32,2 % sur cette période. En 2006, il y avait 85 logements privés, dont 53 occupés par des résidents habituels. Le village a une superficie de 0,95 km² et, en 2006, une densité de population de 150,7 habitants au kilomètre carré.
| 2001 | 2006 | 2011 | 2016 |
| ---- | ---- | ---- | ---- |
| 157  | 143  | 108  | 77   |

## Économie
Entreprise Sud-Est, membre du Réseau Entreprise, a la responsabilité du développement économique.

## Administration

### Comité consultatif
En tant que district de services locaux, Cap-Tourmentin est administré directement par le Ministère des Gouvernements locaux du Nouveau-Brunswick, secondé par un comité consultatif élu composé de cinq membres dont un président. Il n'y a actuellement aucun comité consultatif.

### Commission de services régionaux
Cap-Tourmentin fait partie de la Région 7, une commission de services régionaux (CSR) devant commencer officiellement ses activités le 1er janvier 2013. Contrairement aux municipalités, les DSL sont représentés au conseil par un nombre de représentants proportionnel à leur population et leur assiette fiscale. Ces représentants sont élus par les présidents des DSL mais sont nommés par le gouvernement s'il n'y a pas assez de présidents en fonction. Les services obligatoirement offerts par les CSR sont l'aménagement régional, l'aménagement local dans le cas des DSL, la gestion des déchets solides, la planification des mesures d'urgence ainsi que la collaboration en matière de services de police, la planification et le partage des coûts des infrastructures régionales de sport, de loisirs et de culture; d'autres services pourraient s'ajouter à cette liste.

### Représentation et tendances politiques
Nouveau-Brunswick: Cap-Tourmentin fait partie de la circonscription provinciale de Tantramar, qui est représentée à l'Assemblée législative du Nouveau-Brunswick par Megan Mitton, du Parti vert du Nouveau-Brunswick. Elle est élue en 2018.
 Canada: Cap-Tourmentin fait partie de la circonscription fédérale de Beauséjour. Cette circonscription est représentée à la Chambre des communes du Canada par Dominic LeBlanc, du Parti libéral.

## Infrastructures et services
Cap-Tourmentin compte un bureau de poste. Le village partage son service d'incendie avec Bayfield. Le détachement de la Gendarmerie royale du Canada le plus proche est situé à Port Elgin.
Les anglophones bénéficient des quotidiens Telegraph-Journal, publié à Saint-Jean et Times & Transcript, de Moncton. Ils ont aussi accès à l'hebdomadaire Sackville Tribune-Post, de Sackville. Les francophones bénéficient quant à eux du quotidien L'Acadie nouvelle, publié à Caraquet, ainsi que l'hebdomadaire L'Étoile, de Dieppe.